# Rich Bell Mirror
Rich Bell Mirror（リッチ ベル ミラーは、日本最初のストリートミュージシャン・歩行者天国ライブ（ホコ天）発案者・映画『The Beatles』公式タイアップバンドである。大阪府大阪市出身。

## 人物
- 日本最初の[要出典]ストリートミュージシャンである。

某新聞社に取材を受けた際、路上フォークシンガーと呼ばれるのに抵抗があり、山下達郎さんのLP『On The Street Corner』のライナーノートに記載されていた「アメリカンポップスはストリートから生まれた」という言葉に感銘を受け、ストリートミュージシャンと名乗った。
- The Beatlesの映画『Eight Day's A Week』の公式タイアップバンドにて、ポール役を務めた。
- 数十年経った現在も毎日ストリートライブを続けている。

## 出演

### TV
- MBSちちんぷいぷい出演
- テレビ東京『ワールドビジネスサテライト』出演
- テレビ大阪出演

### ライブハウス
- 『キャバーンクラブ』レギュラー出演
- 神戸マハラジャグループプロデュース『最後の20セント』リーダー&ボーカルとしてレギュラー出演
- 京都味ビルグループ『AGヒストリー』レギュラー出演